# Guglielmo Sanfelice d'Acquavella
Guglielmo Sanfelice d'Acquavella (Aversa, 14 aprile 1834 – Napoli, 3 gennaio 1897) è stato un cardinale e arcivescovo cattolico italiano.

## Biografia
Nacque ad Aversa il 14 aprile 1834 da Giuseppe, duca d’Acquavella, e da Giovanna de Martino, dei baroni di Montegiordano. Il 15 luglio 1855, all'età di ventuno anni, entrò a far parte dell'ordine di San Benedetto nell'abbazia territoriale della Santissima Trinità di Cava de' Tirreni e due anni più tardi, il 15 marzo 1857, fu ordinato sacerdote. Fu priore e provicario dell'abbazia e li insegnò letteratura greca e latina. Fu nominato arcivescovo di Napoli nel 1878; Papa Leone XIII lo elevò al rango di cardinale nel concistoro del 24 marzo 1884 e fino alla nomina del cardinale Camillo Siciliano di Rende è stato il porporato italiano più giovane. Morì a Napoli il 3 gennaio del 1897, e fu sepolto nel Duomo, in una cappella della navata sinistra.

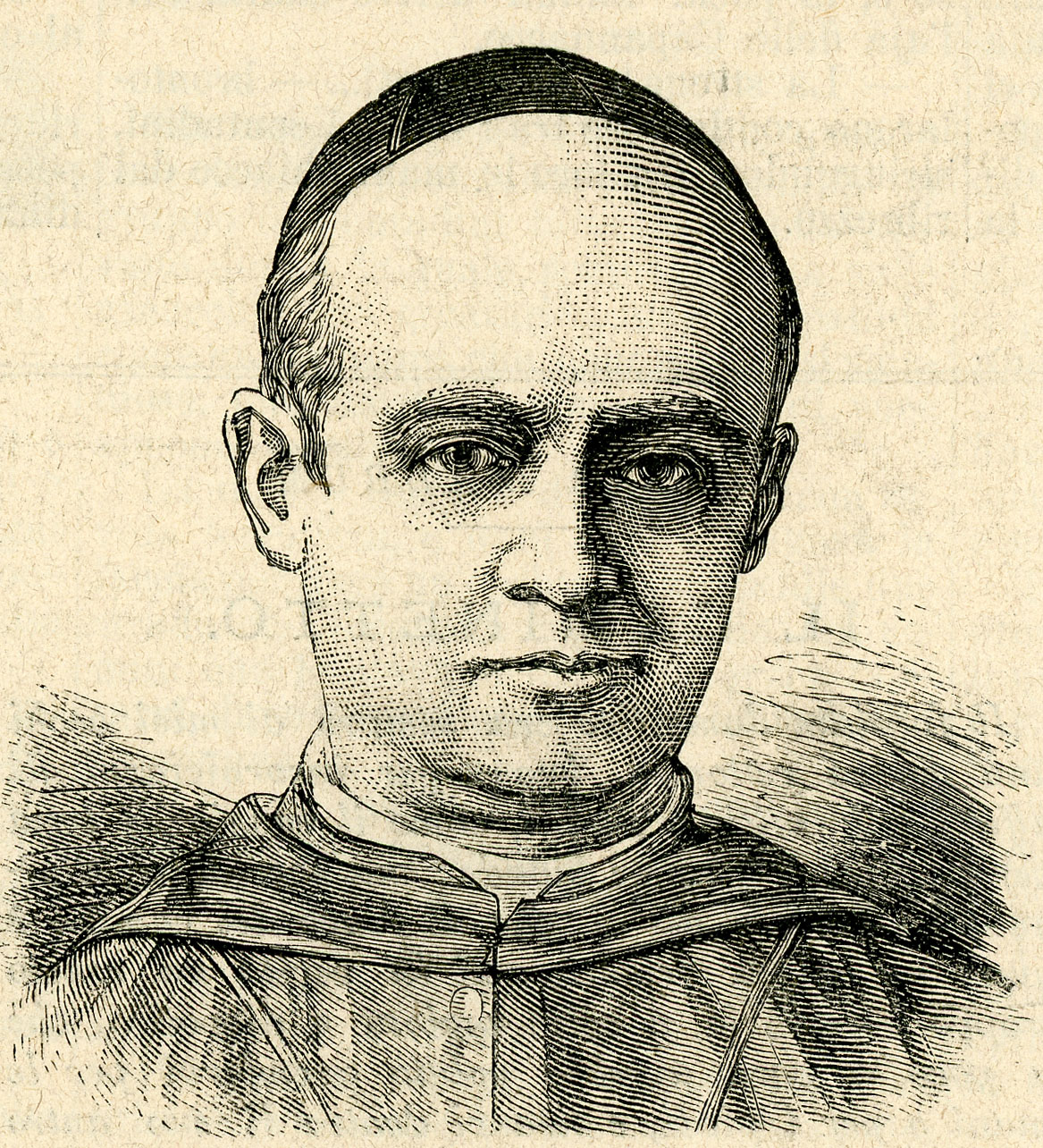
Il cardinale Sanfelice

## Genealogia episcopale e successione apostolica
La genealogia episcopale è:
- Cardinale Scipione Rebiba
- Cardinale Giulio Antonio Santori
- Cardinale Girolamo Bernerio, O.P.
- Arcivescovo Galeazzo Sanvitale
- Cardinale Ludovico Ludovisi
- Cardinale Luigi Caetani
- Cardinale Ulderico Carpegna
- Cardinale Paluzzo Paluzzi Altieri degli Albertoni
- Papa Benedetto XIII
- Papa Benedetto XIV
- Cardinale Enrico Enriquez
- Arcivescovo Manuel Quintano Bonifaz
- Cardinale Buenaventura Córdoba Espinosa de la Cerda
- Cardinale Giuseppe Maria Doria Pamphilj
- Papa Pio VIII
- Papa Pio IX
- Cardinale Alessandro Franchi
- Cardinale Guglielmo Sanfelice d'Acquavella, O.S.B.

La successione apostolica è:
- Vescovo Domenico Cocchia, O.F.M.Cap. (1884)
- Vescovo Filippo Degni di Salento (1886)
- Vescovo Giuseppe Izzo (1889)
- Arcivescovo Gennaro Cosenza (1890)
- Vescovo Ernesto Angiulli (1894)